# Brazilian Journal of Biology
Brazilian Journal of Biology is een Braziliaans, aan collegiale toetsing onderworpen open access wetenschappelijk tijdschrift op het gebied van de biologie.
De naam wordt in literatuurverwijzingen meestal afgekort tot Braz. J. Biol.
Het wordt uitgegeven door Scientific Electronic Library Online namens het Braziliaanse Instituto Internacional de Ecologia
en verschijnt 4 keer per jaar.
Het tijdschrift is in 1941 opgericht onder de naam Revista Brasileira de Biologia. De huidige naam dateert van 2000.